# Cestrum nocturnum
Cestrum nocturnum L., 1753 è una pianta sempreverde appartenente della famiglia delle Solanacee.

## Etimologia
Il suo nome sembrerebbe derivare dal greco kestron, termine che significa asta o giavellotto e che veniva usato comunemente dal botanico Dioscoride per indicare le piante della famiglia della menta. La pianta è chiamata anche gelsomino notturno, ma non fa parte del genere Jasminum.

## Descrizione
Si tratta di un arbusto che può raggiungere i 5 metri d'altezza i cui rami pubescenti tendono alla glabrescenza man mano che crescono e diventano più grossi e legnosi. È costituito da foglie ovali o ellittiche che raggiungono i 6-11 centimetri di lunghezza e dai relativi piccioli lunghi circa uno o due centimetri. L'infiorescenza racemosa si sviluppa all'estremità dei rami ed è costituita da un alto numero di fiori notturni che emanano un intenso odore molto caratteristico; essi sono formati da un calice cupuliforme al cui interno si sviluppa la corolla gialla, simile ad un finissimo tubo lungo fra i 14 ed i 19 millimetri. Il frutto è una bacca globosa bianca e contiene i semi.

## Distribuzione e habitat
È una pianta diffusa in tutto il continente Mesoamericano e nelle isole Caraibiche, dove cresce ad altitudini fra i 100 e i 2500 metri, in particolare sembra essere nativa di Cuba. La sua diffusione si è però spinta in molte aree dell'Oceano Pacifico toccando Oceania, Cina e Singapore, ma anche India e Madagascar. Il Cestrum nocturnum è ovunque considerato una specie infestante ed in alcuni luoghi è considerata una minaccia per i pascoli a causa della sua tossicità.

## Coltivazione
Si tratta di una pianta molto apprezzata per la decorazione dei giardini, giacché la fioritura risulta molto attrattiva alla vista, ma anche all'olfatto: i fiori del Cestrum nocturnum emanano un intenso e dolce odore capace di profumare ambienti molto ampi, ma tanto forte da poter risultare addirittura fastidioso per alcune persone, talvolta provocando mal di testa e nausea.
Cresce con facilità anche in vaso, senza eccessivi accorgimenti da seguire, se non quello di assicurarle almeno qualche ora di luce solare al giorno. Sopporta senza problemi le abbondanti piogge tipiche dei climi tropicali, dopo le quali fiorisce copiosamente.

### Riproduzione
In natura la pianta si propaga attraverso i pochi semi racchiusi nelle bacche prodotte in seguito alla fioritura. La germinazione è, a volte, molto lenta, i semi infatti possono rimanere dormienti nel terreno per parecchi anni prima di dar vita ad un nuovo arbusto. Un altro valido metodo di propagazione è per talea, sia essa di un ramo (se già legnoso si procede direttamente in terra) o della radice.

## Usi
Il cestrum nocturnum è una pianta dai molteplici usi, soprattutto in Messico dove viene usata, secondo la cultura popolare, come medicamento contro i dolori polmonari o della testa, ma anche contro le irritazioni della pelle ed i brufoli, nonché come disinfettante per le ferite. La Sociedad Farmaceutica Mexicana ne conferma l'uso come antiepilettico, corroborando così le teorie del botanico Maximino Martínez, che a tal proposito ne aveva già proposto l'uso fin dal secolo scorso.
Attualmente si svolgono numerose sperimentazioni con composti estratti da questa particolare pianta: nei ratti ha infatti rilevato il rilassamento del muscolo liscio intestinale mentre nei gatti, trattati per via intravenosa, si sono registrate reazioni come ipotensione, vasodilatazione e stimolazione della respirazione.